# لپنیتسا (پچینگا)
لپنیتسا (به صربی: Lepenica) یک منطقهٔ مسکونی در صربستان است که در ولادیچین خان واقع شده‌است. لپنیتسا ۷۳۴ نفر جمعیت دارد.